# 戴维·米勒 (帆船运动员)
戴维·米勒（英語：David Miller，1943年9月18日—），加拿大男子帆船运动员。他曾代表加拿大参加1964年、1968年和1972年夏季奥林匹克运动会帆船比赛，其中1972年奥运会获得一枚铜牌。